# 科洛布里耶尔
科洛布里耶尔（法語：Collobrières，法語發音：[kɔlɔbʁijɛʁ]）是法国普罗旺斯-阿尔卑斯-蓝色海岸大区瓦尔省的一个市镇，属于土伦区。

## 地理
科洛布里耶尔（43°14'14"N, 6°18'32"E）面积112.68 平方千米，位于法国普罗旺斯-阿尔卑斯-蓝色海岸大区瓦尔省，该省份为法国东南部沿海省份，北起上普罗旺斯阿尔卑斯省，西北角与沃克吕兹省接壤，西接罗讷河口省，南濒地中海，东临滨海阿尔卑斯省。
与科洛布里耶尔接壤的市镇（或旧市镇、城区）包括：博尔姆莱米莫萨、拉加尔德弗雷内、贡法龙、格里莫、拉隆德莱莫尔、莱马永、拉莫勒、皮埃尔弗迪瓦尔、皮尼昂、皮热维尔。

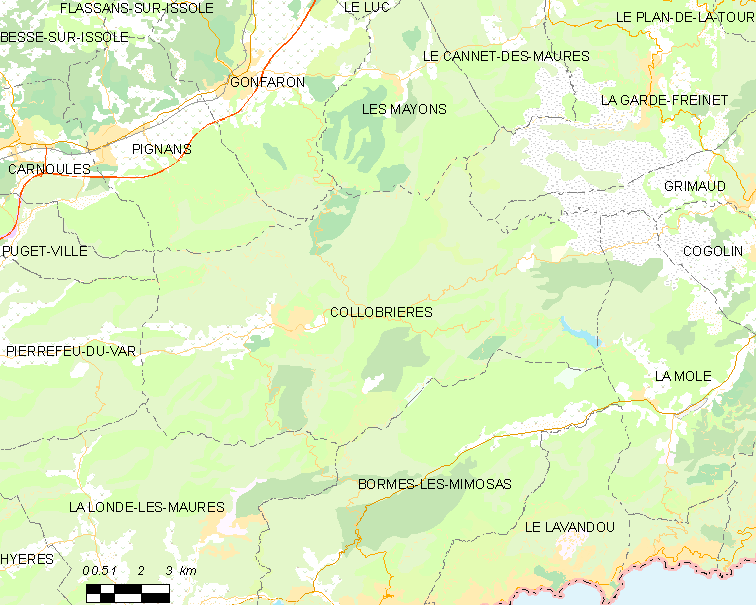
科洛布里耶尔的OSM定位图

科洛布里耶尔的时区为UTC+01:00、UTC+02:00（夏令时）。

## 行政
科洛布里耶尔的邮政编码为83610，INSEE市镇编码为83043。

## 政治
科洛布里耶尔所属的省级选区为勒吕克县。

## 人口

1962-2008年间科洛布里耶尔人口变化图示

科洛布里耶尔于2022年1月1日时的人口数量为1813人。